# 영잔디스
영잔디스(1994년 11월 30일 ~)는 대한민국의 가수다. 2019년 EP 《G'd up》으로 데뷔했다.

## 방송
- 쇼미더머니 10 (2021) - Top33
- 드랍더비트 (2022) - Top10(7위)
- 쇼미더머니 11 (2022) - Top53